# Sinoe, Constanța
Sinoe este un sat în comuna Mihai Viteazu din județul Constanța, Dobrogea, România. În trecut s-a numit Casapchioi (în turcă Kasapköy). Populația sa predominantă este alcătuită atât din români cât și din romi veniți din partea Moldovei.  În trecut a fost locuit de bulgari care au părăsit satul în urma schimbului de populație din 1940. Comuna a fost repopulată cu aromâni din Cadrilater. Sinoe era cea mai mare comună dintre toate cele locuite majoritar de aromâni, era denumită “capitala” aromânilor din România. În urma cedării Cadrilaterului Bulgariei, aromâni și români au fost strămutați în Sinoe. Aromânii din această comună sunt originari din Grecia: orașele Cavala, Drama si din satele Pravi - Eleftheropoulis, Leftere, Pleamne, Sari Saban, Rodolivos, Prosoceani etc. și din Bulgaria: Bachitsa, Belova, Curtova, Razlog, Sufanlu, Caramandra etc.

## Descoperiri arheologice
În cursul anului 2001 au intrat în colecția numismatică a Muzeului de Istorie Națională și Arheologie Constanța două monede de argint, emise de centrele grecești Cyzic (în jur de 530–500 a.Chr.) și Milet (aproximativ 510–494 a.Chr.), descoperite în apropierea localității Sinoie (jud. Constanța), în punctul „Movilele Dese”.

## Folclor local
Popovici  Stere din satul Lunca, județul Tulcea a popularizat în iunie 1949 un zvon; cum că Dumnezeu ar fi apărut în localitatea Sinoe, județul Constanța arătându-se unui cioban mut și cerându-i să-i dea o oaie, ciobanul i-ar fi dat oaia și din acel moment a început să vorbească. Apoi Dumnezeu i-ar fi spus să bage mâna într-o groapă ce se afla alături iar cel în cauză, executând cele spuse, a băgat mâna în groapă scoțând la început un spic de grâu sec și un știulete de porumb, după care ar fi scos mâna plină de sânge. Dumnezeu i-ar fi explicat ciobanului că înseamnă că va fi un război.

## Localizare
Acest sat se află la aproximativ 60 de km distanță de orașul Constanța. Drumul cu mașina poate fi parcurs în aproximativ 40 de minute.

## Personalități
- Ovidiu Papadima (n. 23 iunie 1909 – d. 26 mai 1996) – eseist, istoric literar, cronicar literar și folclorist român
- Sirma Granzulea (n. 22 septembrie 1954) – cântăreață aromână de muzică populară

## Galerie

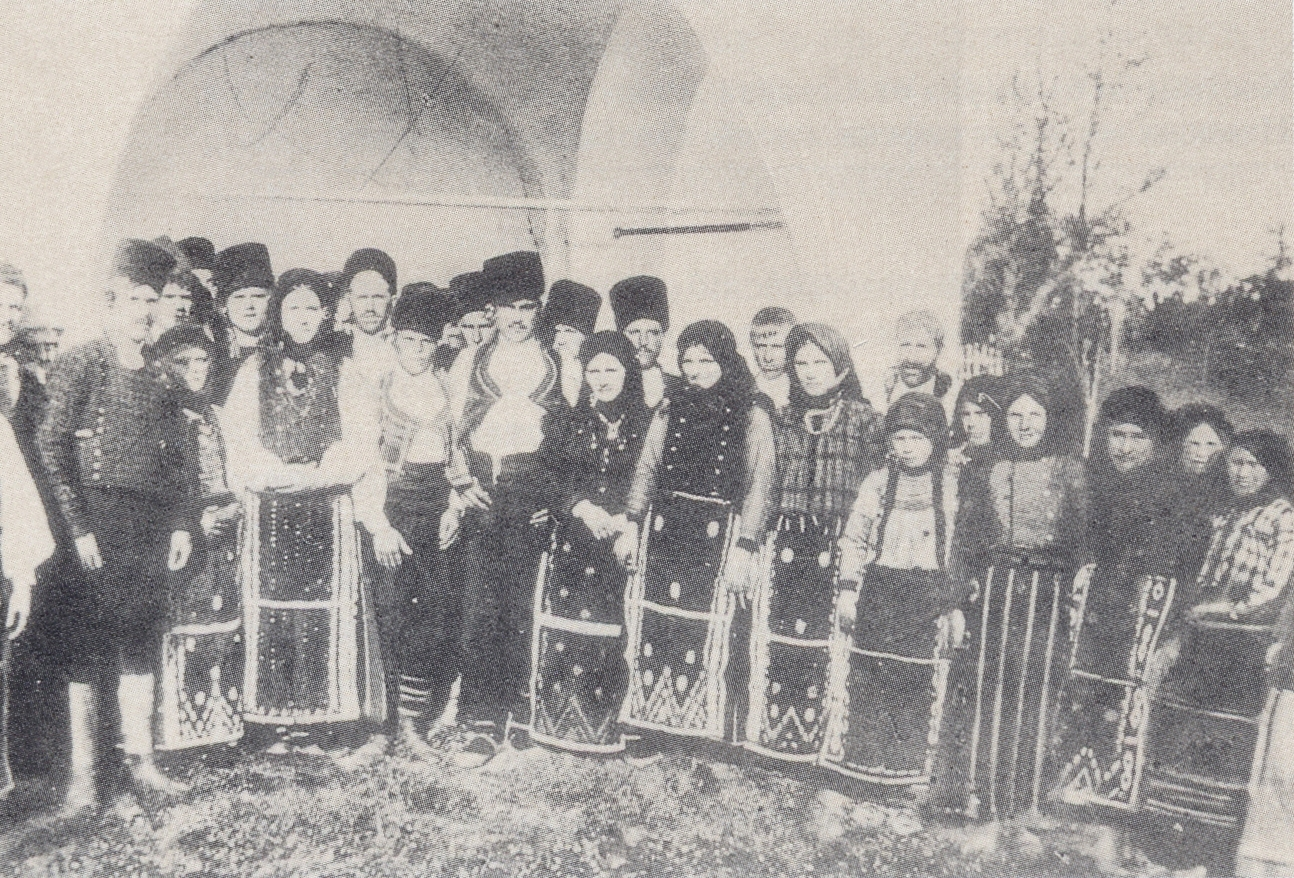
Bulgari după slujba la biserică, Касапкьой-Kasapkoy (azi Sinoe), la începutul secolului al XX-lea